# 黄彝话
黄彝话或尼苏语是一种分布在中国云南省中部昆明市即将灭亡的彝语支语言。据Bradley （2005, 2007）目前有少于300名使用者。尼苏语使用者称他们自己为都泼。
黄彝人来自四川省，目前生活在富民县西北部4个村（濒危）和安宁市西北1个村（极濒危）。据Bradley（2005）其和诺苏语的关系更近。富民县罗免乡的尼苏语（ȵi55 su33 pho21）也在Lama （2012）中记录。
Pelkey （2011）将石林彝族自治县尼苏语暂时归为尼苏语方言群。石林县圭山镇尼苏语（ȵi55 su33 pʰu55）由武自立（1997）和YNYF（1984）记录。无论石林尼苏语或昆明尼苏语都不与它有较近亲缘关系。